# Екондъярви
Екондъярви — озеро на территории Паданского сельского поселения Медвежьегорского района и Воломского сельского поселения Муезерского района Республики Карелии.

## Общие сведения
Площадь озера — 1,4 км². Располагается на высоте 190,2 метров над уровнем моря.
Форма озера продолговатая: вытянуто с северо-запада на юго-восток. Берега изрезанные, каменисто-песчаные, преимущественно возвышенные.
Через озеро протекает безымянный водоток, вытекающий из озера Кужарви и втекающий с правого берега в реку Волому, впадающую в Сегозеро.
В озере расположены два безымянных острова различной площади.
Код объекта в государственном водном реестре — 02020001111102000007611.